# Zakhchin
Les Zakchin (mongol : ᠵᠠᠬᠠᠴᠢᠨ, VPMC : jaqachin, cyrillique : Захчин, MNS : Zakhchin) sont une population mongole, formant un sous groupe des Oïrats. On en trouve notamment dans l'aïmag de Khovd, à l'Ouest de la Mongolie.

## Démographie
Ils étaient 32845 en Mongolie en 2010, et 21645 uniquement dans l'aïmag de Khovd en 2000.